# Opius iguacuensis
Opius iguacuensis är en stekelart som beskrevs av Fischer 1966. Opius iguacuensis ingår i släktet Opius och familjen bracksteklar. Inga underarter finns listade i Catalogue of Life.